# 宏智國際顧問
美商宏智國際顧問（英文：Development Dimensions International，簡稱DDI) 是一家國際的人力資源及領導力發展顧問公司，營運重點是為企業及人力資源部門，提供領導力策略、領導者遴選、領導力發展、繼任管理等的解決方案。
公司總部位於賓夕法尼亞州匹茲堡，於26個國家設有42個辦事處，擁有1,100多名員工。威廉·白翰姆擔任董事長，泰西·白翰姆擔任首席執行官，大衛·泰斯曼擔任總裁。

## 公司簡介
1956年，DDI創始人之一道格·布雷博士為美國電信AT&T公司的400多位新任主管，進行了長時間的能力與發展研究，設計出企業可運用的「評鑑中心」，協助AT&T瞭解這些新任主管的智力、傾向和領導能力。這是評鑑中心首次出現「籃中演練」（In-basket Exercise）的評鑑方法，還有透過「商業遊戲」（Business Game）了解主管們的商業敏感度與決策能力。
1970年，DDI聯合創始人威廉·白翰姆博士於《哈佛商業評論》發表《Assessment Centers for Spotting Future Managers》，正式宣告「評鑑中心」時代的來臨。同年，威廉·白翰姆博士與道格·布雷博士一起創立DDI，至此評鑑中心開始運用在企業裡，提供人才發展、接班人管理等相關服務。

## 精選出版內容
- 《領導力的精進》[8]泰茜·白翰姆，睿奇·威林思
- 《培養接班人》[9]威廉·白翰姆
- 《人才管理聖經》[10]劉偉師
- Realizing the Promise of Performance Management [11]by 羅伯特·羅傑斯
- Zapp The Lightning of Empowerment[12] by William Byham, Ph.D., which has sold more than 4.5 million copies to date.

## 獎項
DDI 獲Training Industry 2023 全球TOP 20 領導力培訓機構。